# Марі Едер
Марі Едер (при народженні Лаукканен, 9 листопада 1987,  Ено, Фінляндія) — фінська біатлоністка, чемпіонка Європи з біатлону серед юніорів, учасниця Олімпійських ігор, Чемпіонатів світу, призерка етапів Кубка світу з біатлону.
Марі — дружина колишнього австрійського біатлоніста Бенджаміна Едера.

## Виступи на Олімпійських іграх
| Рік  | Міце проведення | Інд | Спр | Пр | МС | Ест |
| 2010 | Ванкувер        | 43  | 68  | —  | —  | —   |

## Виступи на чемпіонатах світу
| Рік  | Місце проведення     | Інд | Спр | Пр  | МС | Ест | ЗМ |
| 2007 | Антгольц             | —   | 43  | LAP | —  | 12  | 16 |
| 2008 | Естерсунд            | 47  | 34  | 33  | —  | 15  | 10 |
| 2009 | Пхенчхан             | —   | 55  | 47  | —  | 15  | 6  |
| 2010 | Ханти-Мансійськ      | —   | —   | —   | —  | —   | 18 |
| 2011 | Ханти-Мансійськ      | 41  | 29  | LAP | —  | 10  | 9  |
| 2012 | Рупольдінг           | 60  | 15  | 25  | 27 | LPD | 16 |
| 2013 | Нове Место-на-Мораві | 63  | 60  | 46  | —  | LPD | 19 |

## Кар'єра в Кубку світу
- Дебют в кубку світу — 3 лютого 2007 року в спринті в Антхольці — 43 місце.
- Перше потрапляння в залікову зону — 13 березня 2008 року в спринті в Осло — 26 місце.
- Перше потрапляння на подіум — 13 березня 2014 року в спринті в Контіолахті — 3 місце.

## Загальний залік Кубку світу
- 2007–2008 — 73-е місце (5 балів)
- 2009–2010 — 83-е місце (18 балів)
- 2010–2011 — 57-е місце (61 бал)
- 2011–2012 — 36-е місце (195 балів)
- 2012–2013 — 57-е місце (70 балів)

## Статистика стрільби
| № п/п | Сезон     | Загальна        | Індивідуальна гонка | Спринт         | Гонка переслідування | Мас-старт     | Естафета      |
| ----- | --------- | --------------- | ------------------- | -------------- | -------------------- | ------------- | ------------- |
| 1     | 2006-2007 | 70,8% (17/24)   | 0,0% (0/0)          | 90,0% (9/10)   | 0,0% (0/0)           | 0,0% (0/0)    | 57,1% (8/14)  |
| 2     | 2007-2008 | 81,3% (100/123) | 75,0% (30/40)       | 80,0% (32/40)  | 90,0% (18/20)        | 0,0% (0/0)    | 87,0% (20/23) |
| 3     | 2008-2009 | 61,6% (90/146)  | 55,0% (11/20)       | 56,0% (28/50)  | 70,0% (14/20)        | 0,0% (0/0)    | 66,1% (37/56) |
| 4     | 2009-2010 | 70,6% (151/214) | 80,0% (48/60)       | 62,9% (44/70)  | 85,0% (34/40)        | 0,0% (0/0)    | 56,8% (25/44) |
| 5     | 2010-2011 | 70,3% (137/195) | 65,0% (13/20)       | 72,9% (51/70)  | 76,7% (46/60)        | 0,0% (0/0)    | 60,0% (27/45) |
| 6     | 2011-2012 | 72,8% (291/400) | 70,0% (28/40)       | 75,6% (68/90)  | 75,0% (120/160)      | 80,0% (32/40) | 61,4% (43/70) |
| 7     | 2012-2013 | 72,6% (276/380) | 70,0% (28/40)       | 77,0% (77/100) | 70,0% (98/140)       | 85,0% (17/20) | 70,0% (56/80) |